# Прочанська дорога

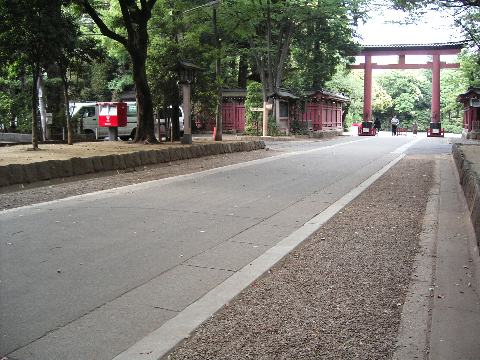
Прочанська дорога до святилища Хікава.

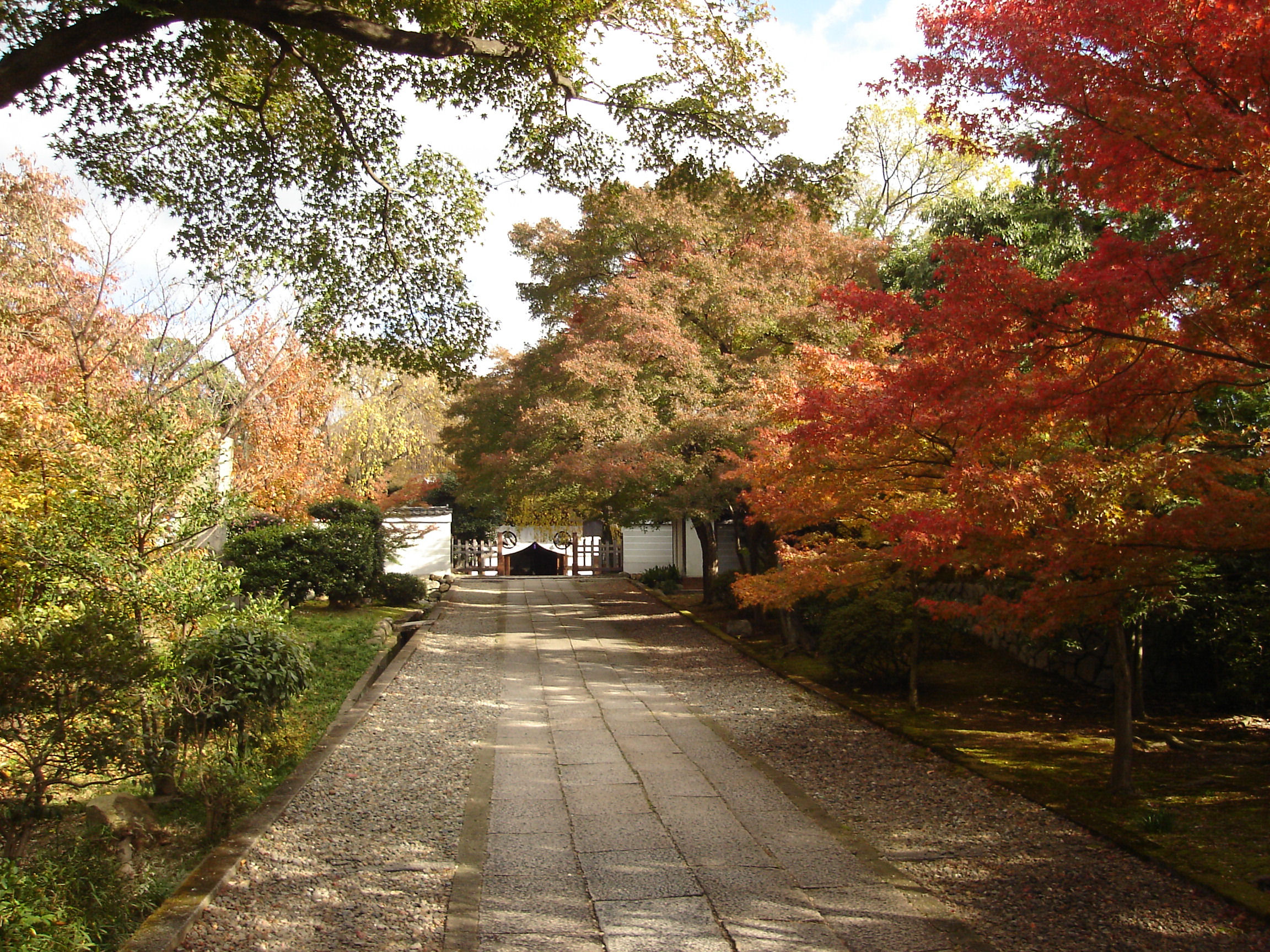
Дорога в монастир Йоґен.

Проча́нська доро́га (яп. 参道, さんどう, МФА: [sandoː]) — шлях, що веде прочан до синтоїстського святилища або буддистського монастиря в Японії. У вузькому значенні — дорога, розташована на території святилища чи монастиря, що починається від святилищних або головних воріт і закінчується святинею або головним храмом. В широкому значенні — велелюдний проспект, що веде до території святилища чи монастиря.